# Neofito di Nicea
Neofito di Nicea (Nicea, ... – 310) è stato un santo romano.
È venerato come santo dalla Chiesa cattolica che lo ricorda il 20 gennaio.
Neofito nacque nella città di Nicea in Bitinia, da genitori cristiani. La sua agiografia narra che quando era ancora piccolo una colomba bianca miracolosamente apparve alla madre e le disse del percorso che avrebbe seguito. Neofito lasciò la sua casa e seguì la colomba in una grotta. Il santo vi rimase dall'età di nove anni fino all'età di quindici anni, lasciando l'eremo solo una volta per seppellire i genitori e distribuire i loro averi ai poveri.
Durante la persecuzione di Galerio, intorno al 310, si recò a Nicea per denunciare l'empietà della fede pagana. I persecutori infuriati lo frustarono con cinghie di bue e lo torturarono con artigli di ferro. Poi, lo gettarono in un forno rovente ma il santo martire rimase illeso dopo aver trascorso tre giorni e tre notti in esso. I torturatori, non sapendo cos'altro fare con lui, decisero di ucciderlo. Uno dei pagani lo trafisse con la spada (alcuni dicono che era una lancia), e il santo morì per il Signore all'età di sedici anni.
Il Martirologio Romano dice: A Nicea in Bitinia, nell'odierna Turchia, san Neofita, martire.